# Solrød Fodbold Club
Solrød Fodbold Club er en dansk fodboldklub beliggende i Solrød Strand. Den blev stiftet 29. september 1969, hvor man skilte sig ud, som en selvstændig forening fra den daværende Solrød Idrætsforening. Solrød FC første formand var Tage Agerskov, han beklædte posten frem til 1973.
Der er dog spillet fodbold i Solrød i væsentlig længere tid end den tid, som Solrød FC har eksisteret. Fodboldspillerne fra Solrød har fået deres første anerkendelse helt tilbage i 1918. Solrød Idrætsforening blev stiftet 22. april 1934 og havde som første formand Ejnar Mikkelsen. 
Navnet "Solrød" kommer af de to ord: skov og rydning. Dette henviser til at der engang lå en mose/skov, Ulvemosen, som blev ryddet. Det er også heraf Solrød Kommunes Våbenkjold og fodboldklubbens logo, som forestiller en ulvemund kommer fra.
Klubben er mest kendt for Jon Dahl Tomasson, der indledte sin fodboldkarriere i klubben som 6-årig. Men også spillere som Allan Ravn og Casper Ankergren har spillet i klubben i deres ungdomsår.
I maj 2016 kunne Solrød FC indvie deres nye kunstbane-anlæg, som består af to 11-mands baner og tre baner til 3-mands fodbold.